# Karl von Simbschen
Karl von Simbschen (Milánó, 1794. július 26. – Teplitz, 1870. március 26.) báró, császári és királyi altábornagy.

## Pályafutása
Mödlingben tanult a cs. kir. Műszaki Katonai Akadémián (k. k.Technische Militärakademie). 1813-ban az 1. ulánusezred alhadnagya volt. 1814-ben már főhadnagy, majd a Napóleoni háború után a vezérkarhoz került. 1838-tól a 4. ulánusezred őrnagyaként szolgált. 1846-tól a 6. dragonyosezred ezredese.
1848. december 16-án kitűnt ezrede élén a parendorfi ütközetben. Ezután a Komáromot megfigyelő hadtestnél szolgált. 1849. április közepétől egy lovasdandár parancsnoka, amelynek élén részt vett a Pest környéki harcokban. Az április 26-i komáromi ütközetben tanúsított helytállását a Vaskorona-rend 2. osztályával ismerték el. 1849 májusában vezérőrnaggyá léptették elő, a fősereg lovashadosztályának egyik dandárját (2 lovasezred, 2 üteg) irányította. A július 2-i komáromi csatában kiváló teljesítményt nyújtott, ezért megkapta a Katonai Mária Terézia-rendet. 1854-ben altábornaggyá és lovashadosztály parancsnokká léptették elő.